# Maud Backéus
Maud Elisabet Backéus Berglund, född Backéus 22 januari 1931 i Örebro Sankt Nikolai församling, död 27 mars 2018 i Rimforsa var en svensk skådespelare, författare, översättare och dramatiker.
Maud Backéus var dotter till direktörsassistenten Evald Backéus och Elisabet Sjöstedt. Hon var 1951–1958 gift med Hans Dahlberg (född 1930) och därefter från 1962 med konstnären Lennart Berglund (1930–2013).